# Тонтон
Тонтон (англ. Taunton) — город на юго-западе Великобритании, административный центр графства Сомерсет и района Тонтон-Дин (Англия). Население — 88 241 человек. в 6,5 км южнее располагается деревня Питминстер.
В городе расположен Колледж искусств и технологий Сомерсета — высшее учебное заведение, образованное в 1974 году в результате слияния Колледжа искусств Сомерсета и Технологического колледжа Тонтона.

## Галерея

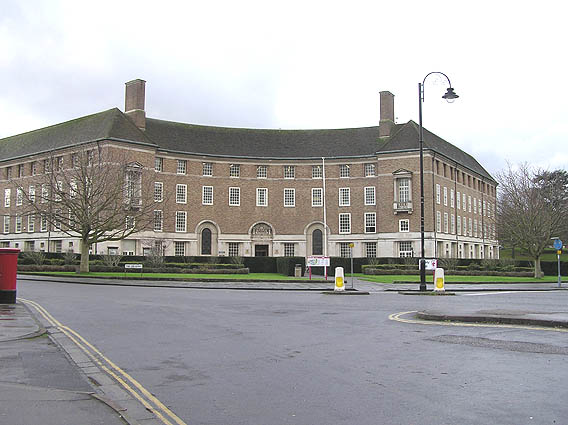
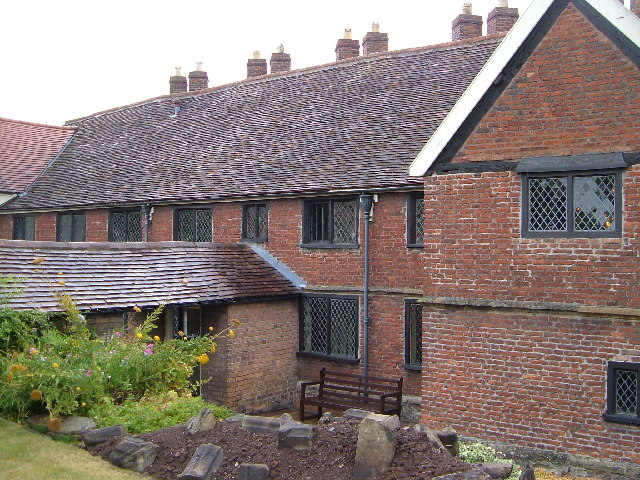
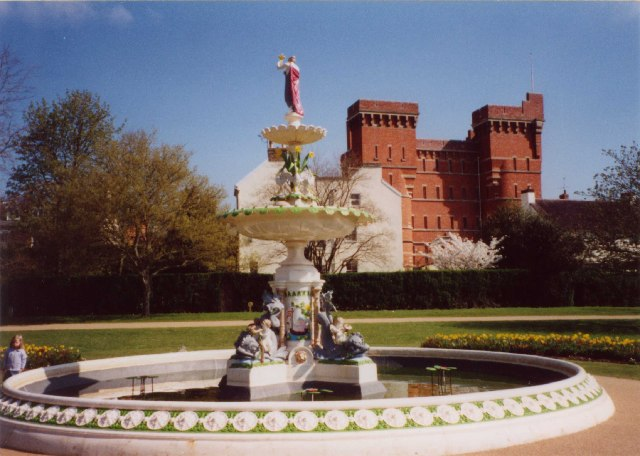
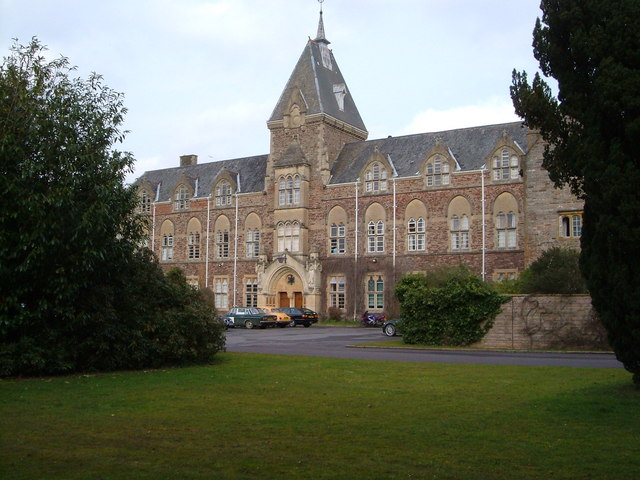
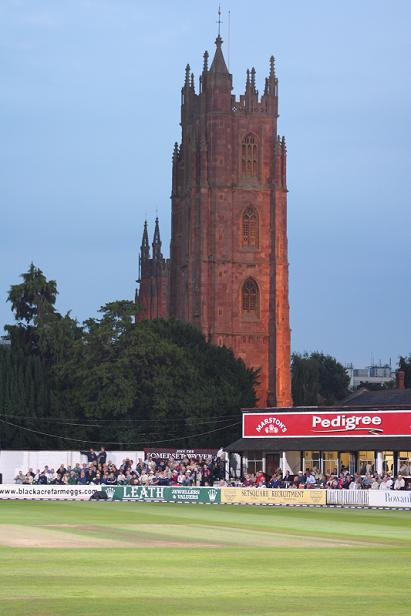
Церковь
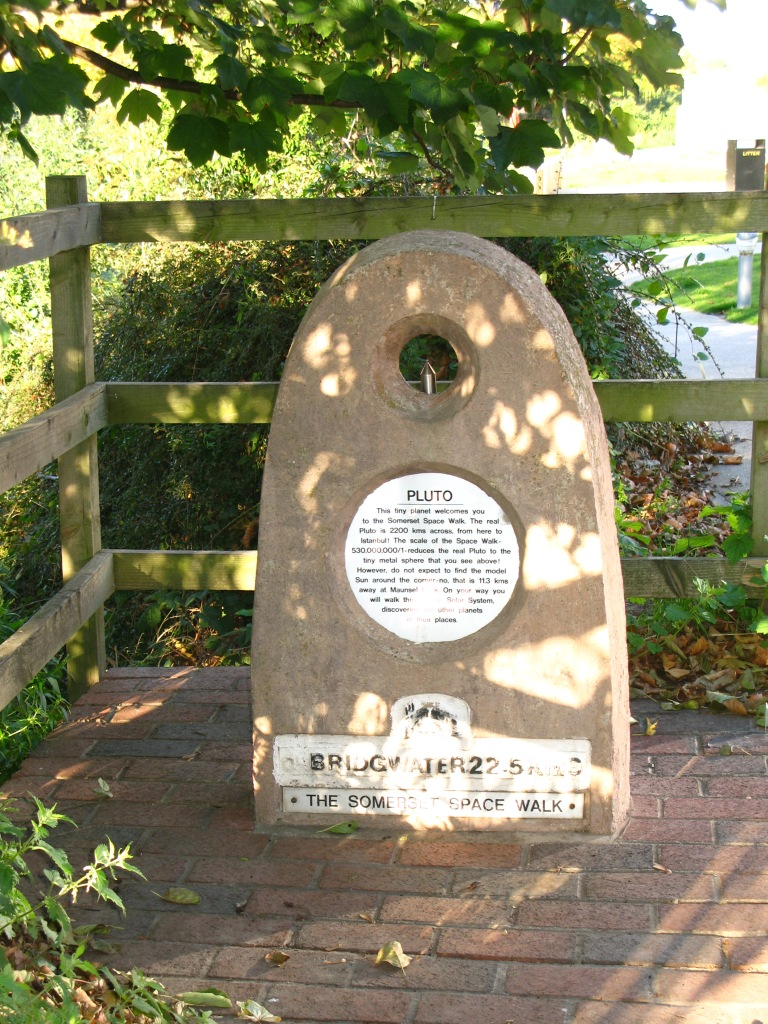
Модель Плутона (часть композиции «Модель Солнечной системы в Сомерсете»)

## Города-побратимы
- Кёнигслуттер-ам-Эльм
- Тонтон
- Лизьё